# Yu-Gi-Oh! (jeu de cartes à collectionner)
 (août 2023).
 (août 2023).
La mise en forme du texte ne suit pas les recommandations de Wikipédia : il faut le « wikifier ».
Les points d'amélioration suivants sont les cas les plus fréquents. Le détail des points à revoir est peut-être précisé sur la page de discussion.
- Les titres sont pré-formatés par le logiciel. Ils ne sont ni en capitales, ni en gras.
- Le texte ne doit pas être écrit en capitales (les noms de famille non plus), ni en gras, ni en italique, ni en « petit »…
- Le gras n'est utilisé que pour surligner le titre de l'article dans l'introduction, une seule fois.
- L'italique est rarement utilisé : mots en langue étrangère, titres d'œuvres, noms de bateaux, etc.
- Les citations ne sont pas en italique mais en corps de texte normal. Elles sont entourées par des guillemets français : « et ».
- Les listes à puces sont à éviter, des paragraphes rédigés étant largement préférés. Les tableaux sont à réserver à la présentation de données structurées (résultats, etc.).
- Les appels de note de bas de page (petits chiffres en exposant, introduits par l'outil «  Source ») sont à placer entre la fin de phrase et le point final[comme ça].
- Les liens internes (vers d'autres articles de Wikipédia) sont à choisir avec parcimonie. Créez des liens vers des articles approfondissant le sujet. Les termes génériques sans rapport avec le sujet sont à éviter, ainsi que les répétitions de liens vers un même terme.
- Les liens externes sont à placer uniquement dans une section « Liens externes », à la fin de l'article. Ces liens sont à choisir avec parcimonie suivant les règles définies. Si un lien sert de source à l'article, son insertion dans le texte est à faire par les notes de bas de page.
- La présentation des références doit suivre les conventions bibliographiques. Il est recommandé d'utiliser les modèles {{Ouvrage}}, {{Chapitre}}, {{Article}}, {{Lien web}} et/ou {{Bibliographie}}. Le mode d'édition visuel peut mettre en forme automatiquement les références.
- Insérer une infobox (cadre d'informations à droite) n'est pas obligatoire pour parachever la mise en page.

Pour une aide détaillée, merci de consulter Aide:Wikification.
Si vous pensez que ces points ont été résolus, vous pouvez retirer ce bandeau et améliorer la mise en forme d'un autre article.
Yu-Gi-Oh! Jeu de cartes à collectionner (Yū-Gi-Ōh Ofisharu Kādo Gēmu, Yu-Gi-Oh! Official Card Game au Japon) est un jeu de cartes à collectionner créé en 1999 au Japon. Il est inspiré du manga Yu-Gi-Oh!.
Depuis le 16 avril 2009, Konami a récupéré l'ensemble des droits officiels, qui étaient auparavant exploités par Upper Deck Entertainment pour l'Europe et l'Amérique du Nord.
Une partie, pouvant être appelée duel, voit s'affronter plusieurs joueurs (souvent un nombre pair) répartis en deux camps, au cours de tours successifs.
Depuis septembre 2007, Upper Deck Entertainment a ajouté des règles officielles pour le Tag Duel (duels à 2 contre 2). Il est possible d'y jouer jusqu'à six joueurs.

## But du jeu

### Principes généraux
Selon les règles officielles, un duel Yu-Gi-Oh! se dispute en deux manches gagnantes.
Chaque joueur dispose : 
- d'un Main Deck de 40 à 60 cartes ;
- d'un Extra Deck de 15 cartes maximum. Il est composé de monstres Fusion, Synchro, XYZ et Lien ;
- d'un Side Deck composé d'un maximum de 15 cartes qu'il est possible d'échanger avec des cartes du Main Deck ou de l'Extra Deck entre deux manches d'une partie.

Chaque joueur commence la partie avec 8 000 points de vie. La principale condition de victoire est la réduction des points de vie de son adversaire à zéro. Néanmoins, des conditions de victoire alternatives, comme le deck out (vidage de deck), existent également.

En tournoi organisé, une limite de temps est généralement ajoutée. Elle est comprise entre 40 et 45 minutes par partie en fonction des événements.

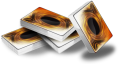
Exemple de Deck

### Phases de jeu
Un duel Yu-Gi-Oh! se découpe en tours, eux-mêmes découpés en phases, durant lesquelles certaines actions sont autorisées.

#### Découpage du tour de jeu
Les tours sont divisés de la manière suivante :
1. Draw Phase : phase durant laquelle le joueur du tour doit piocher une carte. La Draw Phase n'existe pas pour le joueur qui commence le duel.
2. Standy Phase : phase intermédiaire durant laquelle des effets peuvent être activés.
3. Main Phase 1 : phase durant laquelle le joueur du tour peut invoquer normalement, changer la position de combat de ses monstres, poser des cartes Magie ou Piège et activer des effets de carte, qu'il s'agisse d'effets rapides ou non.
4. Battle Phase : phase durant laquelle le joueur du tour déclare ses attaques. La Battle Phase n'existe pas pour le joueur qui débute le duel et est subdivisée en quatre sous-parties : la start step, la battle step, la damage step et la end step.
5. Main Phase 2 : le joueur du tour a le droit aux mêmes actions qu'en Main Phase 1.
6. End Phase : phase durant laquelle le tour du joueur se termine. Il se défausse des cartes en main afin de n'en avoir plus que six.

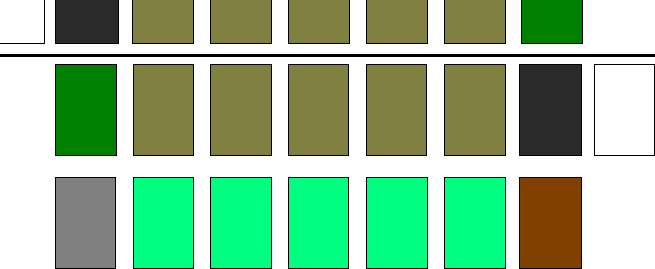
Exemple de terrain de jeu Yu-Gi-Oh

### Conditions de victoire
Un joueur est déclaré gagnant lorsque :
- les points de vie de son adversaire sont réduits à zéro;
- son adversaire ne peut plus piocher de carte alors qu'il y est obligé;
- il a plus de point de vie que son adversaire à la fin de phase en cours, dans le cas où la limite de temps est dépassée.

Des conditions de victoire alternatives liées à des cartes spécifiques existent également.

## Matériel
Le seul matériel essentiel au bon déroulement d'une partie de Yu-Gi-Oh ! est le deck, composé :
- d'un Main Deck de 40 à 60 cartes;
- d'un Extra Deck de 15 cartes maximum. Il est composé de monstres Fusion, Synchro, XYZ et Lien;
- d'un Side Deck composé d'un maximum de 15 cartes qu'il est possible d'échanger avec des cartes du Main Deck ou de l'Extra Deck entre deux manches d'une partie.

D'autres éléments peuvent être requis pour la résolution de certains effets, comme des dés ou des pièces. Du matériel permettant de suivre l'évolution des points de vie lors d'une partie est également nécessaire (papier et crayon, application dédiée...). Depuis le 29 juillet 2020, l'application mobile officielle Yu-Gi-Oh ! Neuron permet de gérer ces aspects.

## Typologie des cartes Yu-Gi-Oh
Le jeu est constitué de trois types de cartes différents : les cartes monstres, les cartes magies et les cartes pièges. Au fil des années de nouvelles sous-catégories sont venues enrichir le jeu. Ces trois types de cartes sont eux-mêmes subdivisés en plusieurs catégories.

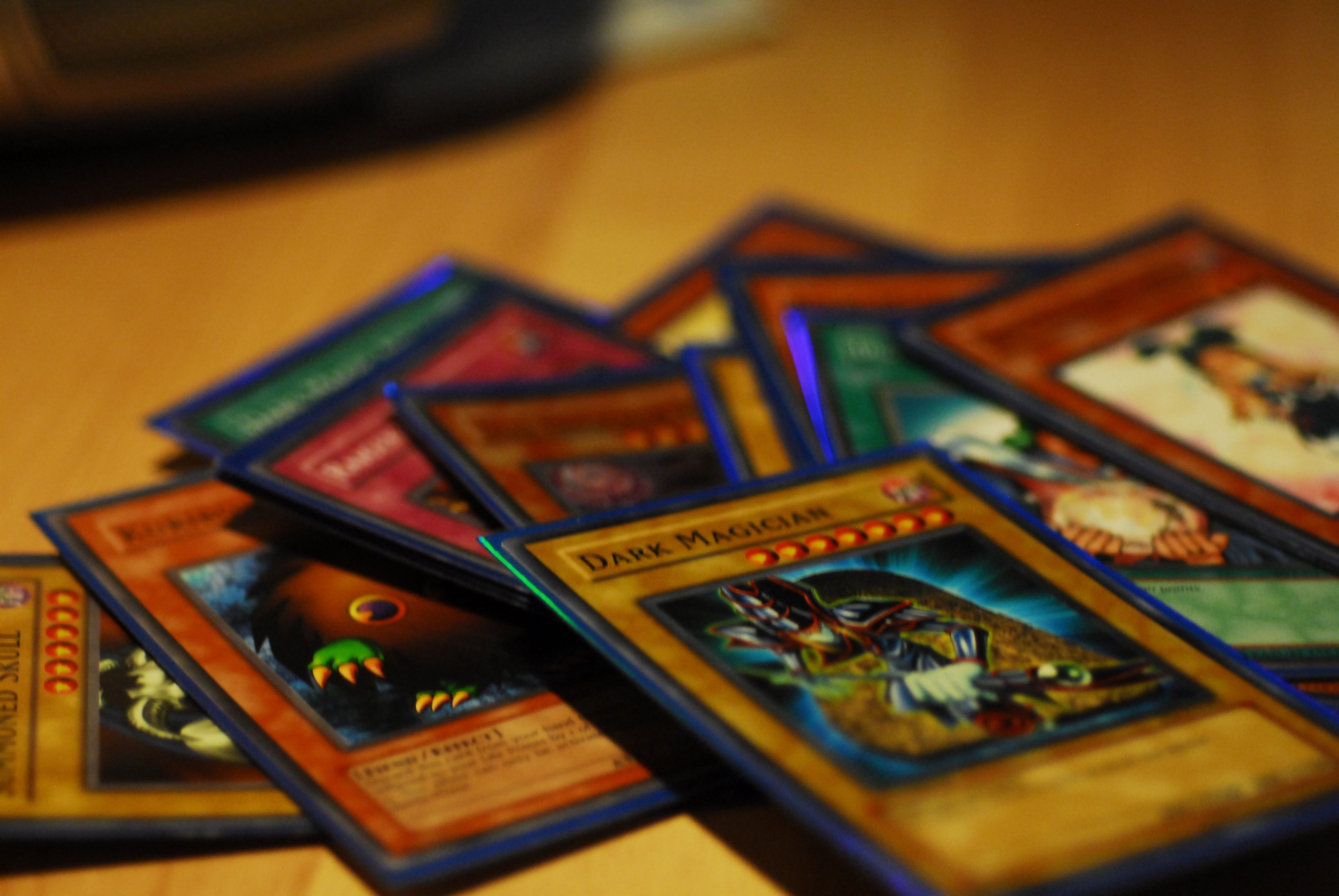
Exemple de cartes Yu-Gi-Oh.

| Catégorie | Sous-catégorie | Couleur                                                            |
| --------- | -------------- | ------------------------------------------------------------------ |
| Monstre   | Normaux        | Beige                                                              |
| Monstre   | Effet          | Marron                                                             |
| Monstre   | Fusion         | Violet                                                             |
| Monstre   | Rituel         | Bleu Clair                                                         |
| Monstre   | Synchro        | Blanc                                                              |
| Monstre   | XYZ            | Noir                                                               |
| Monstre   | Pendule        | Couleur du type de monstre (Toutes possible sauf lien) & Turquoise |
| Monstre   | Lien           | Bleu foncé                                                         |

| Catégorie | Sous-catégorie | Icône    |
| --------- | -------------- | -------- |
| Magie     | Normale        | Aucune   |
| Magie     | Continue       | Infini   |
| Magie     | Rituelle       | Feu      |
| Magie     | Terrain        | Boussole |
| Magie     | Equipement     | Croix    |
| Magie     | Jeu-Rapide     | Eclair   |

| Catégorie | Sous-catégorie | Icône  |
| --------- | -------------- | ------ |
| Piège     | Normal         | Aucune |
| Piège     | Continu        | Infini |
| Piège     | Contre-piège   | Flèche |

### Les cartes monstres
Les cartes monstre sont des créatures qui peuvent être invoquées normalement ou spécialement sur le terrain de jeu. La plupart des monstres possèdent un effet qui peut être utilisé par son propriétaire, des points d'attaque (abrégé ATK) et de défense (abrégé DEF). Chaque monstre possède également un type et un attribut. La plupart des monstres du Main Deck ont un niveau allant de 1 à 12, représenté par des étoiles.

#### Invoquer des monstres
Le joueur du tour a le droit de réaliser une invocation normale ou de poser un monstre en position de défense face cachée par tour. Pour les monstres dont le niveau est supérieur ou égal à 5, le joueurs du tour devra sacrifier d'autres monstres pour mener à bien l'invocation normale ou la pose, selon le barème suivant :
- Niveaux 5 et 6 : 1 monstre à sacrifier
- Niveaux 7 et plus : 2 monstres à sacrifier

Ces invocations sacrifice ont les mêmes restrictions que l'invocation normale et la pose. Un monstre ne peut pas être invoqué ou posé puis sacrifié le même tour.
L'invocation Flip désigne le fait de sélectionner un monstre face verso en Position de défense et de le retourner face recto en Position d'attaque.
Enfin, l'invocation spéciale est le fait d'invoquer un monstre par un effet de carte (monstre à effets, piège ou magie). Plusieurs invocations spéciales peuvent être réalisées lors d'un même tour. Les invocations de monstres Fusion, Rituel, Synchro, Xyz, Pendule et Lien sont des invocations spéciales.

#### Les différents types de carte monstre
Chaque monstre possède un type. Le tableau suivant récapitule les types existant à ce jour :
| Aqua           | Bête      | Bête ailée | Bête-Guerrier | Cyberse     |
| Démon          | Dinosaure | Dragon     | Elfe          | Guerrier    |
| Insecte        | Illusion  | Machine    | Magicien      | Plante      |
| Poisson        | Psychique | Pyro       | Reptile       | Rocher      |
| Serpent de mer | Tonnerre  | Wyrm       | Zombie        | Bête-Divine |

### Les cartes magies
Les cartes magie sont l'un des trois types principaux de carte dans Yu-Gi-Oh! Jeu de cartes à jouer, avec les Cartes Monstre et les Cartes Piège.
Les cartes magies sont utilisées pour donner un bonus au joueur (restauration de points de vie, ATK/DEF augmentées, Invocations supplémentaires, etc.) ou pour infliger un malus à l'adversaire (destruction, bannissement, dommages, etc.)[réf. nécessaire]. Elles sont jouées depuis la main durant la Main Phase (1 ou 2), et peuvent être activées durant le tour où elles sont Posées, à l'exception des Magies Jeu-Rapide qui ne peuvent pas être activées le tour où elles sont Posées.

#### Les catégories de cartes magie[8],[9]
- Magie Normale (sans symbole spécifique) : elle est envoyée au cimetière après son activation et la résolution de son effet ou à la fin du tour du contrôleur de la carte. Elle ne peut être jouée que pendant le tour de l'utilisateur. Si la carte a été annulée dans une chaîne ou juste chaînée, elle est envoyée au Cimetière à la fin de la chaîne.
- Magie d'Équipement : (symbole : +) : elle équipe un monstre sur le terrain et lui donne un effet (augmentation ou diminution d'ATK/DEF, nombre d'attaques, dommages…). Lorsque le monstre qu'elle équipe est détruit ou retourné face verso, elle est envoyée au cimetière.
- Magie Continue : (symbole : ) : l'effet des cartes magie continue reste activé tant qu'elle reste sur le terrain face recto. Son effet prend fin lorsqu'elle est envoyée au cimetière.
- Magie Rituelle : (symbole : ) : elle est utilisée pour l'invocation d'un monstre rituel.
- Magie de Terrain : (symbole : une rose des vents à 4 directions) : cette carte magie ne peut être activée ou posée que dans la zone des cartes de terrain. Son effet affecte tous les cartes sur le terrain. Elle est détruite par l'effet d'une carte, ou par l'activation d'une autre carte magie de terrain (même si cette dernière est activée par l'adversaire). Les règles de la ARC-V autorisent deux cartes magies terrains (la vôtre et celle de l'adversaire).
- Magie Jeu-Rapide (symbole : d'éclair) : cette carte magie possède un effet qui n'est pas continu. Elle peut être activée depuis la main comme une magie normale, pendant le tour du contrôleur, ou, à n'importe quel moment, (pendant le tour de l'adversaire notamment) si elle a été posée au tour d’avant, comme un piège normal.

### Les cartes piège
Les cartes piège sont l'un des trois types principaux de carte dans Yu-Gi-Oh! Jeu de cartes à jouer avec les Cartes Monstre et les Cartes Magie.
Les cartes pièges sont utilisés pour interrompre les stratégies de l'adversaire (annulation d'une attaque, d'un effet de carte ou d'une Invocation, destruction des cartes, etc.).

#### Les catégories de carte piège
- Piège Normal (sans symbole) : la carte est détruite après son activation.
- Piège Continu (symbole : ) : la carte reste sur le terrain après avoir été activée.
- Contre-Piège (symbole : flèche remontant vers le haut) : elles servent à annuler l'effet d'une carte adverse.

Certaines cartes pièges continues ont la particularité de pouvoir être invoquées, au moment de leur activation, comme des monstres mais restent considérées comme des cartes pièges. Exemple : L'incarnation d'Apophis : Durant la Main Phase de chaque joueur : Invoquez Spécialement cette carte comme un Monstre Normal (Type Reptile/TERRE/Niveau 4/ATK 1600/DEF 1800). (Cette carte est toujours aussi une Carte Piège.)
Ces pièges une fois invoqués peuvent être utilisés pour des invocations Synchro, XYZ, et Lien. Exemple : Forme Sœur : Invoquez Spécialement cette carte en Position de Défense comme un Monstre Normal (Type Démon/Syntoniseur/TERRE/Niveau 2/ATK 0/DEF 0). (Cette carte est toujours aussi une Carte Piège.) Vous ne pouvez activer qu'1 "Forme Sœur" par tour.
Liste exhaustive de ces cartes qui sont au nombre de 22 :
- Ậme Tiki
- Avatar Krystal
- Chat Quantique
- Chevalier Copieur
- Dragster de l'Espace
- Forme Sœur
- Fortin, La Forteresse Ambulante
- Gardna, Cyber Ombre
- La Porte de la Destinée
- Le Premier Monarque
- L'Incarnation d'Apophis
- Malédiction Tiki
- Marais Miroitant
- Métalobloc le Blocus Mobile
- Métamorphorteresse
- Noyau Marionnette de l'Ombre
- Raie des Abysses
- Réflecteur Dimensionnel
- Roi Machine - 3000 AV.J.-C.
- Slime Métallique
- Spectre Zoma
- Statut de Motif d'Angoisse

#### Hand trap
Les hand traps (nom non-officiel) sont des cartes dont le fonctionnement est proche des cartes pièges mais dont l'effet s'active dans la main et permettent d'interrompre l'adversaire. Ce ne sont pas des cartes pièges à proprement parler mais généralement des cartes monstres. La première hand trap sortie par Konami est Kuriboh qui permet de protéger le joueur d'une attaque directe. Comme autres exemples de hand trap, on trouve les six cartes de l'archétype des Yo-Kai girls, dont la carte Floraison de cendres et Joyeux Printemps (Ash Blossom & Joyous Spring en anglais) est la plus puissante.

### Pendules
Les Monstres Pendule sont des Cartes Monstre possédant deux couleurs : une moitié généralement brune et une moitié turquoise. La plupart de Monstres Pendule sont placés dans le Main Deck, mais il existe aussi des Monstres Pendule qui sont aussi un Monstre Fusion, Synchro ou Xyz qui sont à placer dans l'Extra Deck. Au début d'un Duel, ces derniers sont placés dans l'Extra Deck face verso, et ne peuvent pas être Invoqués par Pendulation jusqu'à ce qu'ils soient placés dans l'Extra Deck face recto après avoir été Invoqués par leur méthode appropriée.
Les Monstres Pendule sont considérés comme des monstres dans la plupart des cas : ils possèdent un Type, un Attribut, une ATK/DEF et un Niveau (ou Rang, si le monstre est un Monstre Xyz Pendule). Ils peuvent aussi être Invoqués Normalement, Spécialement ou Posés, comme des autres. Les Monstres Pendule ont également un Effet Pendule et une Échelle Pendule qui est placé sur les deux côtés de l'Effet Pendule.
Jusqu'à deux Monstres Pendule peuvent être placés dans les deux Zones Pendule afin qu'ils soient considérés comme des cartes magie. A cette occasion, l'effet de Monstre d'un Monstre Pendule ne peut pas être activé, seulement son Effet Pendule. Si un joueur possède deux Monstres Pendule dans les Zones Pendule avec des Échelles différentes, il est possible de réaliser une Invocation Pendule.
Un Monstre Pendule sur le Terrain (Monstre ou Magie, face recto ou face verso) qui est détruit, Sacrifié ou utilisé comme Matériel n'est pas envoyé au Cimetière : ces monstres sont placés face recto dans l'Extra Deck, où ils peuvent être Invoqués par Pendulation plus tard. Le monstre est en revanche envoyé au Cimetière s'il y est envoyé depuis un autre endroit que le Terrain (comme la main ou le Deck).

#### Invocation pendule ou pendulation
Une fois par tour, durant la Main Phase (1 ou 2), le joueur du tour peut effectuer une invocation par Pendulation s'il possède un monstre pendule dans chacune de ses deux Zones Pendules. Pour cela, le joueur du tour regarde les Échelles Pendule des 2 Monstres dans les Zones Pendules, et peut ensuite Invoquer Spécialement autant de monstres qu'il souhaite depuis sa main ou Extra Deck face recto, dont le niveau est compris entre les 2 Échelles Pendule. 
Par exemple, si le joueur possède deux Monstres Pendules aux Échelles Pendule de 1 et 8 dans ses Zones Pendule, il peut Invoquer Spécialement des monstres de niveau 2, 3, 4, 5, 6 et 7.
Depuis l'apparition des monstres Liens et de la Zone Monstre Extra, les Monstres Pendules invoqués par Pendulation depuis l'Extra Deck doivent être invoqués dans une Zone Monstre Extra ou dans une Zone Monstre Main pointée par une Monstre Link.

## Le cimetière
Le cimetière est l'endroit où les cartes utilisées (cartes magies, pièges rapides ou contre piège) ou détruites (monstres, cartes magies, pièges continues ou cartes magies de terrain) sont défaussées. Certaines cartes permettent de récupérer des cartes envoyées précédemment au cimetières. Les cartes qui y sont présentes peuvent être consultées par les deux joueurs. Le cimetière se distingue des cartes retirés du jeu.

## La pile des cartes bannies ou retirées du jeu
Le fait de bannir une carte (ou de la retirer du jeu) revient à l'exclure pour le restant du duel. Quand une carte est bannie, elle est placée dans la Zone Bannie.
Les cartes bannies posées face recto et sont consultables par les deux joueurs. Certaines cartes et effets peuvent bannir une carte face verso. Ces cartes ne sont pas consultables et sont seulement connues par leur possesseur. Le nombre de cartes bannies, face recto et face verso, est une donnée que les deux joueurs peuvent demander.
Si un Jeton est banni, il est supprimé du Duel.
Les cartes bannies ne peuvent pas être détruites. Si une carte bannie est renvoyée au cimetière, cela ne signifie pas que la carte a été envoyée au cimetière depuis le terrain.

## Règles du jeu

### Déterminer les dommages infligés à l'adversaire
Les dommages sont calculés en fonction de la position des deux monstres impliqués dans l'attaque. Seul un monstre en position d'attaque (ATK) peut attaquer. Si le monstre est en Position d'Attaque, comparez l'ATK à l'ATK. Si l'attaque porte sur un monstre en Position de Défense, il convient de comparer l'ATK à la DEF du monstre attaqué.
Un monstre avec une ATK plus élevée que l'ATK ou la DEF adverse détruira le monstre. La position de DEF permet au joueur de ne pas subir de dégât à ses points de vie, là où la position d'ATK entrainera une perte de points de vie équivalent à la différence entre les deux ATK.
Si l'adversaire n'a pas de monstre sur le terrain, le joueur peut attaquer directement les points de vie adverses. Le montant total de l'ATK du monstre attaquant est retiré aux points de vie.

### Priorité du joueur du tour
Le joueur du tour possède la priorité : il peut choisir d'activer une carte le premier, dans chaque phase ou étape de son tour. Tant que le joueur du tour a la priorité, il n'est pas possible pour l'adversaire d'activer des cartes ou des effets, à l'exception des effets qui s'activent automatiquement (effets Flip et les Effets Déclencheurs notamment).
Un joueur est contraint de passer la priorité à l'adversaire lorsqu'il souhaite passer à l'étape ou à la phase suivante de son tour. Il est donc nécessaire de toujours annoncer le fait de passer la priorité avant la fin de chaque phase et étape. Il convient en outre de demander à l'adversaire s'il désire jouer une carte. Cependant, dans les faits, annoncer la fin des phases sous-entend la transmission de la priorité. L'adversaire peut alors activer une carte.
Lorsque les deux joueurs sont contraints de résoudre un effet simultanément, le joueur du tour résout l'effet en premier.

### Les chaînes
Une chaîne est un empilement d'effets de cartes activées les unes après les autres[réf. nécessaire]. Elle permet d'agencer la résolution des effets de cartes multiples.
Une chaine est créée lorsque les effets de plus d'une carte sont activés en même temps, ou lorsqu'un joueur active un effet après qu'une carte ait été jouée, mais avant que celle-ci n'ait un impact sur le jeu.
Si l'effet d'une carte est activé, l'adversaire a toujours la possibilité de répondre avec l'effet d'une de ses propres cartes, créant ainsi une chaîne.
- Si votre adversaire répond avec un Effet, vous pouvez choisir de répondre à nouveau et d'ajouter un nouvel Effet à la Chaîne.
- Si votre adversaire choisit de ne pas répondre, vous pouvez activer un deuxième Effet et créer une Chaine sur l'activation de votre propre carte.

Chaque joueur peut ainsi continuer d'ajouter des effets à la chaîne. La chaine prend fin lorsque les joueurs ne souhaitent plus jouer de carte. C'est le moment de résoudre la chaîne : la résolution se déroule dans l'ordre inverse de la pose des cartes, en commençant par l'effet de la dernière carte activée.
Il convient de ne pas résoudre les effets d'une carte avant de s'assurer qu'aucune chaine n'est crée.
Exemples
- Vous jouez Interruption de Raigeki (carte piège normale qui détruit un monstre adverse en défaussant une carte de sa main). Pour répondre à l'activation de Interruption de Raigeki, votre adversaire joue Échange ténébreux pour annuler l'effet de Interruption de Raigeki[18], Échange ténébreux est donc placé en tant que Block Chaîne 1. Puis vous jouez Pot De Vin Du Temple Maudit en Block Chaîne 2. Pour répondre à l'activation de Pot De Vin Du Temple Maudit, votre adversaire joue Sept Outils du Bandit (placé en Block Chaîne 3) afin d'en annuler l'effet. Vous ne répondez ensuite pas à l'effet de Sept Outils du Bandit. Les chaînes se résolvent à partir du Block Chaîne le plus élevé. Cela donne :

1. Sept Outils du Bandit annule l'effet de Pot De Vin Du Temple Maudit.
2. Pot De Vin Du Temple Maudit devrait être résolu et annuler l'effet d'échange ténébreux, mais Sept Outils du Bandit empêche son activation.
3. Échange ténébreux est donc activé, Interruption de Raigeki est annulé.
4. Finalement, l'effet de Interruption de Raigeki' n'est pas activé, le monstre adverse n'est pas détruit.

- Le joueur A joue Violent Orage et le joueur B répond en activant Rugissement Menaçant. Puis, le joueur A répond en activant Sept Outils du Bandit. Sept Outils du Bandit (Maillon 3 de la Chaîne) est résolu en premier et annule l'activation de Rugissement Menaçant (Maillon 2 de la Chaîne). Le joueur du tour peut toujours déclarer des attaques. Finalement, l'effet de Violent Orage (Maillon 1 de la Chaîne) se résout avec succès, détruisant toutes les Cartes Magie/ Piège sur le Terrain, et permettant au joueur du tour d'attaquer sans risquer d'interférence par les Cartes Magie / Piège.

Il n'est possible de créer une chaîne qu'en répondant à l'activation d'une carte ou d'un effet. Le fait d'invoquer un monstre, de sacrifier, de changer la position de combat ou de payer un coût ne représentant pas des activations d'effets. Par conséquent, il n'est pas possible de répondre à ces actions en utilisant une chaîne.

### Spell Speedou vitesse de magie
Les cartes ont une vitesse d'activation, en anglais Spell Speed qui vont d'une échelle de 1 à 3. Pour répondre à l'activation d'une carte, il est nécessaire de jouer une carte de même vitesse ou de vitesse supérieure. Cependant, les cartes de Spell Speed 1 ne peuvent pas répondre à l'activation d'une autre carte de Spell Speed 1.
| Spell Speed     | 1                                                          | 2                              | 3            |
| --------------- | ---------------------------------------------------------- | ------------------------------ | ------------ |
| Magies          | Magie Normale, rituelle, terrain, continue et d'équipement | Magie Jeu-Rapide               |              |
| Pièges          |                                                            | Piège normal et continu        | Contre Piège |
| Monstre à effet | Continu, coût déclencheur, effet d'ignition et flip        | Multi déclencheur/Effet Rapide |              |

#### Cas particulier desSpell Speed 1
Si plusieurs effets de Spell Speed 1 sont déclenchés en même temps, ils sont résolus dans une Chaîne spéciale.
Lorsque les effets sont activés, le joueur du tour les empile dans l'ordre de son choix, puis l'adversaire a le droit de continuer la chaîne. Les effets seront résolus en commençant par ceux de l'adversaire.
- Exemples : Si Sangan (un monstre obligeant le propriétaire d'aller chercher un monstre de 1 500 d'attaque ou moins depuis le deck quand elle est envoyée du terrain au cimetière) et Dandelion (un monstre obligeant le propriétaire à invoquer deux monstres jetons niveau 1 avec 0 d'attaque et de défense quand elle est envoyée au cimetière) sont envoyées au cimetière en même temps, vous pouvez choisir l'ordre de la chaîne. Si vous choississez Sangan comme Block Chaîne 2, votre adversaire peut jouer Héraut de la lumière écarlate (un monstre que l'on peut défausser avec un autre monstre elfe pour annuler l'effet d'un monstre et le détruire) mais n'affectera que ce dernier et non Dandelion. Si Dandelion est en Block Chaîne 2, alors c'est elle qui sera annulée et non Sangan.

### Les données publiques
Plusieurs données du jeu sont considérées comme publiques. Ainsi, le nombre de cartes dans la main d'un joueur ou dans ses Decks, les cartes dans les Cimetières et les points de vie de chaque joueur sont des données que chaque joueur peut vérifier à n'importe quel moment.

### Discordance entre les règles et l'effet d'une carte
S'il y a une différence entre les règles de base du jeu et l'effet d'une carte, c'est l'effet de la carte qui prend le dessus. Par exemple, un monstre ne peut attaquer qu'une fois par tour, mais par l'effet d'une carte, il est possible d'attaquer deux fois.

## Création d'un deck et cartes utiles

### Cartes limitées et cartes bannies
Un Deck (y compris l'Extra Deck et le Side Deck) ne peut contenir que jusqu'à trois exemplaires d'une carte avec le même nom. Certaines cartes ont toutefois des restrictions spécifiques qui en limitent le nombre pouvant être inclus dans un Deck.
Il existe 3 types de restrictions : 
- Les cartes limitées sont restreintes à 1 exemplaire par Deck
- Les cartes semi-limitées sont restreintes à 2 exemplaires par Deck.
- Les cartes interdites ne sont pas autorisées

La liste de ces cartes est régulièrement mise à jour et est disponible sur le site internet officiel du jeu.

### Les Staples
Les staples désigne des cartes qui peuvent être incluses dans de nombreux decks en raison de leur effet, ce dernier ne nécessitant pas d'archétype précis.
Typhon d'espace Mystique, Raigeki, Trou Noir, Avertissement Divin sont des staples actuellement jouées. A l'inverse, certaines cartes connues pour avoir été des cartes très joués en tant que staples sont à présent interdites par la liste de limitation : Violent Orage, Pot de Cupidité, Charité Gracieuse.

## Modes de jeu alternatifs
Yu Gi Oh propose deux modes de jeu alternatif à la version originale où les règles ont été simplifiées afin de faciliter la prise en main. Le jeu de base est alors appelé Master Duel.

### Le Speed Duel
Dans ce mode de jeu, le Main Deck est composé de 20 à 30 cartes, ainsi que d'un Extra Deck de 5 cartes maximum. Le terrain comporte 3 zones Monstre Main et 3 zones Magie/Piège. Le Speed Duel ne contient pas de monstres Synchro, XYZ, Pendule et Link à ce jour.
Au début du duel, chaque joueur possède 4 cartes dans sa main et possède 4000 points de vie. Ce mode de jeu introduit des cartes compétences, de couleurs bleues et noires, à l'effigie des personnages du manga. Chaque joueur dispose d'une seule carte compétence.
Les cartes Speed Duel peuvent être jouées dans le Master Duel. A l'inverse, il n'est pas possible d'utiliser des cartes de Master Duel en Speed Duel.

### Le Rush Duel
Dans ce mode de jeu exclusif à l'OCG, le deck est composé du même nombre de carte que dans le Master Duel. Le Rush Duel et le Speed Duel ont le même terrain simplifié. Bien qu'il existe un Extra Deck existe en Rush Duel, aucune carte de l'Extra Deck exclusive Rush Duel n'a été annoncée à l'heure actuelle. Seules les cartes Rush Duel sont autorisées dans ce mode de jeu ; celles-ci ne sont pas utilisés en Master Duel.
Ce mode de jeu se distingue par le fait qu'il n'y ait pas de Standby Phase et de Main Phase 2 lors des phases de jeu. Au début du duel, chaque joueur commence avec 8 000 point de vie et 4 cartes en main. Durant chaque Draw Phase, chaque joueur pioche pour avoir 5 cartes dans sa main. Durant sa Main Phase 1, le joueur peut invoquer ou poser normalement et/ou par sacrifice autant de monstres. Le mode ne prévoit pas de limite au nombre de cartes dans la main d'un joueur.

#### Différentes éditions Rush Duel sorties ou attendues auJapon
- RD/ST01 Starter Deck Yuga - Cut Through! Sevens Road!! (nom anglais)
- RD/ST02 Starter Deck Luke - Explosive Supremacy! Dragears!! (nom anglais)
- RD/VS01 Starter Deck Set - Yuga vs. Luke (nom anglais, Starter Deck Yuga + Starter Deck Luke + Sevens Road Witch)
- RD/KP01 Deck Modification Pack - Hyperspeed Rush Road!! (nom anglais, sortie en OCG prévue le 11 avril 2020)

## Séries de cartes

### Distinction entreTCGetOCG
Yu-Gi-Oh est divisé en deux univers de jeu distincts : le Trading Card Game (TCG) et l'Official Card Game (OCG). Le jeu de cartes TCG correspond à la zone géographique Occidentale (Europe, Amériques et Océanie) tandis que l'OCG concerne entre autres le Japon et la Corée du Sud. Il existe plusieurs différences entre le TCG et l'OCG : certaines règles peuvent changer légèrement, la liste des cartes interdites ou limitées n'est pas la même, et certaines extensions sont exclusives à l'un ou l'autre des deux.
Les sorties de cartes se font à des dates différentes entre le TCG et l'OCG. Généralement, les cartes sortent en OCG, puis sont diffusées en TCG plusieurs mois après. Il arrive cependant que certaines cartes voient leur sorties retardées et n'arrivent en TCG qu'au bout de plusieurs années, voire jamais. N'étant pas traduites dans une langue du TCG, ces cartes ne sont alors pas jouables lors d’événements officiels. On parle dans ce cas d' exclusivités OCG. Inversement, il existe des exclusivités TCG, cartes sorties uniquement en TCG et non en OCG, même si ces cartes sont moins nombreuses et éditées assez rapidement en OCG.

#### Les différences entre TCG et OCG dans les exclusivités de Modes de Duels
Depuis le 4 avril 2020 au Japon, et le 24 janvier 2019 en TCG, deux nouveaux modes de duels ont été créés, l'un exclusif TCG, l'autre exclusif OCG. L'exclusif TCG est le mode Speed Duel.
L'exclusif OCG est le Rush Duel qui apparaît dans la nouvelle série Yu-Gi-Oh japonaise Yu-Gi-Oh Sevens sortie au Japon.

## Tournois
En France sont organisés des tournois officiels aux classements référencés par COSSY tels que les ligues, les régionaux et les Worlds Championship qualifier (WCQ) : Championnat National conférant le titre de Champion de France.

### Worlds Championship qualifier (WCQ): Championnat National
Les Worlds Championship qualifier (WCQ) est un championnat national qui a lieu dans le monde entier. Le championnat sert de qualification pour le Championnat Continental qui a généralement lieu pendant l'été. Pour l'Europe, seulement les quatre premiers du Championnat européen sont qualifiés pour le Championnat du Monde.

### Yu-Gi-Oh! Championship Series (YCS)
À l'échelle mondiale se déroulent les Yu-Gi-Oh! Championship Series (YCS). Ce type de tournoi a lieu plusieurs fois par an en Europe, Amérique et en Australie. On compte en Europe 18 YCS entre la création des YCS et fin 2014. Les événements se sont déroulés dans des villes diverses telles que Bochum, Milan, Madrid, Londres, Paris et bien d'autres.
Les Français qui se sont rapprochés le plus d'une victoire en YCS sont Nöel Garde (finale de l'YCS Milan 2010) et Aoued Benbdala (finale YCS Paris 2014), ainsi que Maximilien Delval (finale YCS Milan 2019). Deux Français ont gagné un YCS : la victoire la plus récente est celle de Ryhan Jabri lors des YCS Utrecht de 2020, avec un deck Salamangrande. Il est ainsi devenu le deuxième Français à gagner un YCS après Valens Leteurtre en 2015 à Prague avec un deck Burning Abyss.
« Vinz » (Vincent Ralambomiadana) a gagné un SJC à Colombus en 2009 avec un deck Twilight appelé par la suite par la communauté américaine French Twilight car issue de l’expérience commune des joueurs de son équipe à l’époque. Les SJC étaient alors l’équivalent des YCS avant leur création.
Deux Français sont parvenus à gagner l'European WCQ (le championnat d'Europe) : Samir Bachar en 2016 et Gabriel Soussi en 2019 (en finale contre Samir Bachar cette année-là).

## Champions de France
- 2003 : Didier Maille
- 2004 : Raphaël Jury
- 2005 : Pierre Pradelles
- 2006 : Jeremy Dezani
- 2007 : Pierre Pradelles (Destiny Monarch)
- 2008 : Vincent Ralambomiadana (DAD Return) contre Noël Garde (Bête Gladiateur)
- 2009 : Yohann Dudognon (Bête Gladiateur) contre Jean-Charles Larrieu (Seigneur Lumière)
- 2010 : Terrence Figueiredo (Sabre X) contre Alain Ly (Sabre X)
- 2011 : Alain Ly (Plante Synchro) contre Victor Steinberg (Tengu Plant)
- 2012 : Sébastien Ma (Automate) contre Tudor Mitchell (Inzektor)
- 2013 : Alain Ly (Maître Dragon) contre Vincent Ralambomiadana (Maître Dragon)
- 2014 : Nicolas Karatchewsky-Volk (H.A.T.) contre Sven Barray (H.A.T.)
- 2015 : Léo Giner (Nékroz) contre Raphaël Duriez (Nékroz)
- 2016 : Kevin Semlali (Odd-Eyes Majespecter) contre Alpay Engin (Kozmo Île du Roi du Feu)
- 2017 : Jonathan Fradet (Zoodiaque Véritable Draco) contre Rémy Pariset (Zoodiaque)
- 2018 : Guillaume Maron (Pendule Magicien) contre Florian Costes (Calice du Monde)
- 2019 : Tristan Rémond (Salamangrande) contre Anthony Schroetter (Assaut de l'Air)
- 2022 : Matthieu Bricard (Dragon Link) contre Ben Charo (Surnaliche)
- 2023 : Tristan Rémond (Kashtira) contre Matthieu Bricard (Dragon Link)
- 2024 : Anthony Lopes (Œil du Serpent) contre Gabriel Soussi (Œil du Serpent)
- 2025 : Damien Valla (Maliss) contre Ugo Coussement (Ryzéal Mitsurugi)

## Polémique, censure et controverse
Du fait que le jeu de cartes soit localisé sur différents marchés extérieurs du Japon, l'animé et de nombreuses cartes ont reçu des modifications afin de ne pas heurter la sensibilité des utilisateurs de certains pays. C'est ainsi que certains noms, certaines descriptions et des dessins ont été revus dans les éditions occidentales du jeu. Les thèmes censurés font en grande partie références à la religion, à la violence, au sexe, à l'alcool et la mort. Ces modifications permettent d'éviter toute controverse sur ces marchés et de rendre le jeu adapté aux enfants plus jeunes.
Ainsi, certaines armes, notamment des armes à feu, ont été remodelées en des armes de style fantastiques et des cartes contenant des symboles religieux, tels que Monster Reborn et son ankh dans la version originale japonaise, ont été revues,. Des cartes ont reçu des noms alternatifs par rapport à leurs homologues japonais afin de ne pas publier de cartes avec des noms de personnages protégés par un droit d'auteurs sur certains marchés. 